# Fritz Syberg
Christian Friedrich Wilhelm Heinrich Syberg, generalmente conosciuto come Fritz Syberg (Faaborg, 28 luglio 1862 – Kerteminde, 20 dicembre 1939), è stato un pittore e illustratore danese, uno dei Pittori di Funen (Fynboerne) ed ha vissuto e lavorato sull'isola di Fionia.

## Biografia
Syberg, proveniente da un ambiente povero a Fåborg, ha inizialmente svolto un apprendistato d'imbianchino presso Syrak Hansen, padre del collega artista Peter Hansen, prima di frequentare la Copenaghen Technical School nel 1882, dove Holger Grønvold gli ha insegnato a disegnare. Dopo un breve periodo presso l'Accademia Danese (primavera 1884), frequentò il Kunstnernes Frie Studieskoler (1885-1891) dove fu il primo dei Fynboerne a studiare con Kristian Zahrtmann.
I suoi viaggi includono la Svezia (1899) dove visitò Johannes Larsen, la Germania (1902), l'Italia (1905) insieme a Jens Birkholm, i Paesi Bassi e Parigi (1908) e Pisa (1910-1913). Nel 1894 Syberg sposò Anna la figlia di Syrak Hansen. Dopo la morte di lei nel 1914, nel 1915 sposò la sorella Marie. Syberg era il padre di Ernst Syberg e del compositore Franz Syberg.

## Carriera artistica
Insieme a Johannes Larsen, Paul S. Christiansen e Peter Hansen, Syberg è stato uno dei primi degli artisti di Funen a studiare presso Zahrtmann che si era allontanato dalle tradizioni dell'Accademia Danese per avventurarsi nel Naturalismo e nel Realismo. All'inizio è stato influenzato dall'approccio che Zahrtmann aveva con i colori che può essere visto in Dødfald (1892) raffigurante la morte di sua madre  avvenuta 14 anni prima nella casa molto povera di Fåborg. Dopo il matrimonio con la sorella di Hansen, la pittrice Anna Syberg, le sue opere divennero più luminose, come dimostrano i suoi paesaggi e i suoi 18 grandi disegni completati nel 1895-1898 per illustrare la novella di Hans Christian Andersen "Storia di una madre". Questi disegni sono considerati come i più bei disegni in Danimarca.
Successivamente i suoi oli furono Dødens komme (1906) e Døden ved vuggen (1907) e paesaggi raffiguranti posti di Funen, prima paesaggi intorno a Dyreborg e Svanninge  come Forår (1893) e Aftenleng i Svanninge Bakker (1900) e successivamente l'area a ovest di Kerteminde, dove il suo giardino e i suoi figli erano i soggetti principali. All'inizio della sua carriera Syberg iniziò a dipingere con gli acquarelli, ma fu durante il suo soggiorno di tre anni a Pisa con la sua famiglia che ha completato una serie intera di acquarelli adottando uno stile nuovo per l'arte danese. Poco dopo il suo ritorno in Danimarca, in occasione del matrimonio di sua figlia Besse con Harald Giersing, Syberg entrò in contatto con la giovane generazione di artisti danesi, prendendo un approccio  più modernista e ritornò agli oli come in Overkærby Bakke. Anche suo figlio Ernst Syberg è diventato un artista.